# Katharina Kohse-Höinghaus

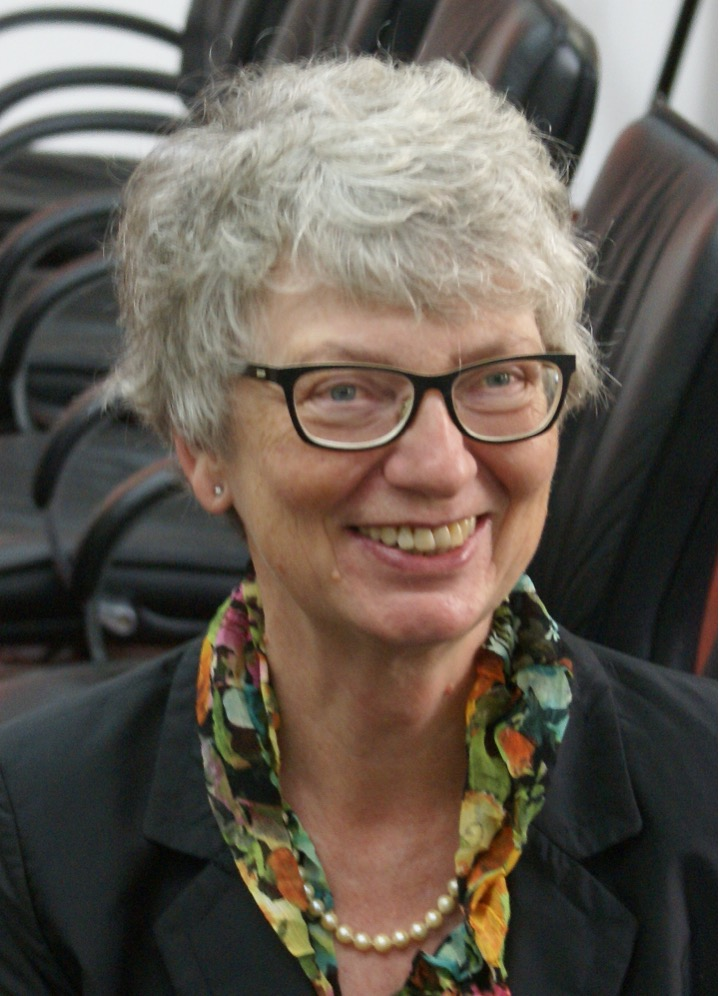
Katharina Kohse-Höinghaus, August 2016

Katharina Kohse-Höinghaus (geb. Höinghaus, * 18. Dezember 1951 in Hagen/Westfalen) ist eine deutsche Chemikerin und Seniorprofessorin für Physikalische Chemie an der Universität Bielefeld. Von 1994 bis 2017 bekleidete sie dort eine C4-(W3)-Professur für Physikalische Chemie.
Katharina Kohse-Höinghaus ist international ausgewiesen als Expertin für die Diagnostik von Verbrennungsvorgängen mittels Laserspektroskopie und Massenspektrometrie. Zu ihren Arbeitsgebieten zählen, neben der Verbrennungschemie, die Herstellung verschiedenartiger Materialien aus der Gasphase und die in-situ Analyse reagierender chemischer Systeme.
International beachtete Beiträge umfassen die quantitative Detektion reaktiver Intermediate in Flammen, die Entwicklung von Energietransfermodellen für kleine Radikale sowie die Untersuchung der Bildungsmechanismen von Schadstoffen bei der Verbrennung von konventionellen und biogenen Brennstoffen. Sie ist Autorin von mehr als 240 Publikationen in wissenschaftlichen Zeitschriften, die bislang mehr als 13.000 Mal zitiert wurden. Im Jahr 2024 beträgt ihr h-Index 65. Ihre wissenschaftliche Autobiographie „Burning for Science – A Woman in a Technical Field“ erschien im Januar 2025 in der Serie „Lebenswerke in der Chemie – Lives in Chemistry“ der Gesellschaft Deutscher Chemiker.
Katharina Kohse-Höinghaus zählt zu den Pionieren außerschulischer naturwissenschaftlicher Bildungsaktivitäten in Deutschland und gründete eines der ersten Mitmachlabore für Schulen, das teutolab Chemie.

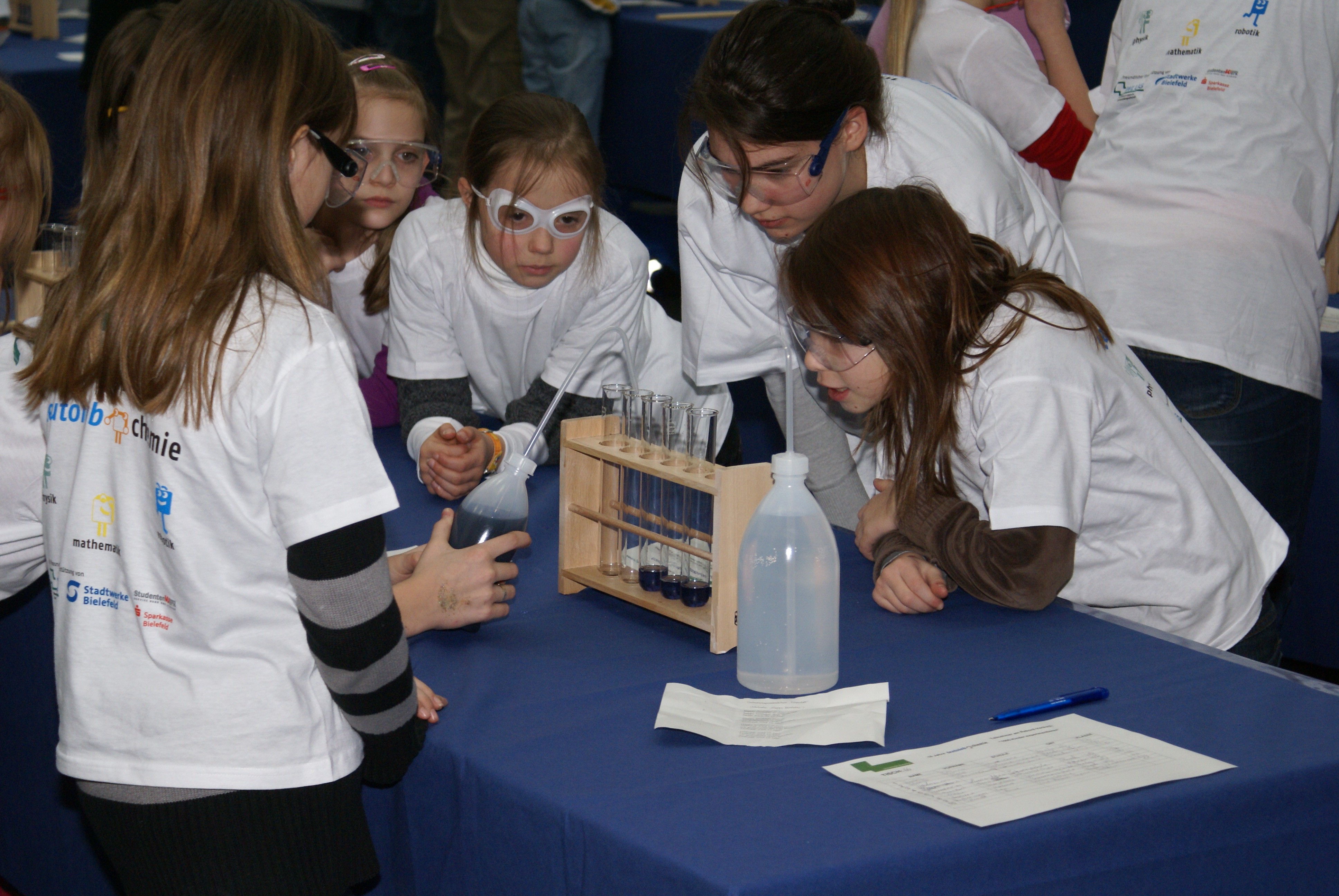
Schüler experimentieren bei der 10-Jahres-Feier des Mitmachlabors teutolab-Chemie an der Universität Bielefeld, Februar 2010

Sie ist Trägerin zahlreicher Auszeichnungen, darunter das Bundesverdienstkreuz, sowie Mitglied mehrerer wissenschaftlicher Akademien, so auch der Deutschen Nationalen Akademie der Wissenschaften Leopoldina.

## Leben und Wirken
Nach dem Abitur am Ricarda-Huch-Gymnasium in Hagen (Westfalen) studierte Katharina Kohse-Höinghaus Chemie an der Ruhr-Universität Bochum, wo sie 1972 ihr Vordiplom erwarb und 1976 mit einer Diplomarbeit zum Thema „Nachweis von Radikalen mittels Resonanzfluoreszenz: Entwicklung geeigneter Lichtquellen“ ihr Studium abschloss.
Im Dezember 1978 promovierte sie mit der Dissertation „Vakuum-UV-Photolyse mit einem Wasserstoff-Laser: Erzeugung von O(3P) und O2(b1Σg+) und Untersuchung der Temperaturabhängigkeit ihres Verhaltens in Gegenwart verschiedener Gase“, die sie in der Arbeitsgruppe von Friedrich Stuhl am Lehrstuhl für Physikalische Chemie I der Ruhr-Universität Bochum anfertigte.
Im Dezember 1992 habilitierte sie sich mit der Schrift „Laseroptische Verfahren für die quantitative Bestimmung der Konzentrationen reaktiver Teilchen sowie der Temperatur in Verbrennungssystemen“ an der Fakultät Energietechnik der Universität Stuttgart; als ihr dortiger Betreuer fungierte Jürgen Warnatz.
Während ihrer Tätigkeit als Wissenschaftliche Mitarbeiterin am Deutschen Institut für Luft- und Raumfahrt (DLR, ehemals DFVLR) von 1979 bis 1994 verbrachte sie 1987/88 einen Forschungsaufenthalt in den USA am Department for Mechanical Engineering der Stanford University sowie am SRI International. Im Jahr 1993 erhielt sie ein Heisenberg-Stipendium der Deutschen Forschungsgemeinschaft, mit dem sie in der französischen Forschungseinrichtung ONERA sowie an der Universität Bielefeld wissenschaftlich tätig war. An dieser Universität übernahm sie im Jahr 1994 einen Lehrstuhl für Physikalische Chemie.
Im Jahr 2005 erhielt sie einen Ruf auf die Professur ("Wu Chair") für Mechanical and Aerospace Engineering an der Princeton University (USA), den sie jedoch nicht annahm.
Von 2017 bis 2024 war sie Seniorprofessorin an der Universität Bielefeld.
Unter wesentlicher Mitarbeit von Katharina Kohse-Höinghaus wurde im September 2019 die Beijing Declaration: Face the Future – Explore the Unknown verfasst. In dieser Erklärung bekennen sich die Chinesische Akademie der Wissenschaften und die Deutsche Nationalen Akademie der Wissenschaften Leopoldina zu gemeinsamen Zielen und Standpunkten, wie etwa zur Relevanz von Grundlagenforschung. In der Folge wurde eine Serie von gemeinsamen Konferenzen mit dem Titel Science for Future vereinbart, deren erste vom 8.–11. September 2019 am Yanqi Lake Campus der Universität der Chinesischen Akademie der Wissenschaften stattfand. Eine Gegenkonferenz, ebenfalls mit ihrer Mitwirkung, fand im Oktober 2024 in Berlin zum Thema „Carbon Neutrality“ statt.
Die wissenschaftlichen Aktivitäten von Katharina Kohse-Höinghaus werden in einer Vielzahl von Beratungsgremien reflektiert, wie etwa durch ihre Mitarbeit im Projekt ESYS, einer Initiative der Wissenschaftsakademien für eine nachhaltige, sichere und bezahlbare Energieversorgung. Leopoldina, acatech und Akademien-Union beraten in diesem Projekt seit 2013 Politik und Gesellschaft. Die Themen Energiewende und Klimaschutz besitzen einen zentralen Stellenwert der Forschung von Katharina Kohse-Höinghaus; ein weiteres Beispiel ist die interdisziplinäre Leopoldina-Arbeitsgruppe „Grenzwerte der Luftverschmutzung“, an deren Stellungnahme sie ebenfalls mitwirkte.
In ihrer internationalen Tätigkeit versucht Katharina Kohse-Höinghaus insbesondere, jungen Wissenschaftlerinnen Zutrauen in ihre eigenen Fähigkeiten zu vermitteln. Als Vorsitzende des International Combustion Institute, das mit Sektionen in 35 Ländern vertreten ist, gründete sie den internationalen Zusammenschluss Women in Combustion, der Wissenschaftlerinnen im technischen Bereich eine Austauschplattform bietet.
Katharina Kohse-Höinghaus ist verheiratet und Mutter einer Tochter (geb. 1990).

## Ehrungen und Auszeichnungen (Auswahl)
- 2023: Ehrenprofessur, University of Science and Technology of China, Hefei, China[1]
- 2021: Rudolf-Günther-Medaille[21] der Deutschen Sektion des Combustion Institute[22]
- 2020: Walther-Nernst-Denkmünze der Deutschen Bunsengesellschaft
- 2020: Heilbronner-Hückel Vorlesung[23] 2020, Schweizerische Chemische Gesellschaft
- 2020: Distinguished Scientist im President's International Fellowship Initiative Programm der Chinesischen Akademie der Wissenschaften (CAS)[24][25]
- 2018: Alfred C. Egerton‐Goldmedaille[26] des Combustion Institute
- 2018: Crocco Colloquium,[27] Department of Mechanical and Aerospace Engineering, Princeton University, USA
- seit 2017: Ehrensenatorin der Universität Bielefeld[28]
- 2016: Auszeichnung für Internationale Wissenschafts- und Technologie-Kooperation der Volksrepublik China[29]
- 2016: National Friendship Award der Volksrepublik China
- 2016: Award for International Scientific Cooperation der Chinesischen Akademie der Wissenschaften[30] (CAS)
- 2015: Natta Medal in Chemical Engineering[31] and Lectio Magistralis, Politecnico di Milano, Milano, Italy
- 2012: Advisory Professorship an der Shanghai Jiao Tong University, China
- 2012: Wilhelm-Jost-Gedächtnisvorlesung der Akademie zu Göttingen und der Deutschen Bunsen-Gesellschaft für Physikalische Chemie
- 2011: „Distinguished Woman in Chemistry / Chemical Engineering“[32][33], verliehen durch die International Union of Pure and Applied Chemistry
- 2008: Verleihung einer Ehren-Gastprofessur der University of Science and Technology of China, Hefei
- 2007: Bundesverdienstkreuz am Bande, verliehen durch den Bundespräsidenten Horst Köhler
- 2006: Fellow der International Union of Pure and Applied Chemistry (IUPAC)
- 2002: PUSH-Preise des Stifterverbands für die Deutsche Wissenschaft (ebenso 2000)
- 1993: Baetjer Lectures, School of Applied and Aerospace Engineering, Princeton University, USA

## Mitgliedschaft in wissenschaftlichen Akademien
- 2021: auswärtiges Mitglied, Chinese Academy of Sciences
- 2017: Mitglied, Nordrhein-Westfälische Akademie der Wissenschaften und der Künste
- 2017: Mitglied European Academy of Sciences[34]
- 2016: Mitglied, Akademie der Wissenschaften zu Göttingen
- 2015: Mitglied, acatech – Deutsche Akademie der Technikwissenschaften
- 2008: Mitglied, Deutsche Nationale Akademie der Wissenschaften Leopoldina

## Funktionen in wissenschaftlichen Gesellschaften und Gremien (Auswahl)
- 2021–2022: Mitglied im Vorstandsrat der Gesellschaft Deutscher Naturforscher und Ärzte[1]
- 2012–2022: Mitglied im Wissenschaftlichen Beirat der Wilhelm und Else Heraeus-Stiftung
- 2012–2018: Mitglied des Wissenschaftsrats
- 2008–2013: Mitglied im Senat der Hermann von Helmholtz-Gemeinschaft Deutscher Forschungszentren
- 2007–2013: Mitglied im International Advisory Board der Alexander von Humboldt-Stiftung
- 2007–2013: Mitglied im Senat und Hauptausschuss der Deutschen Forschungsgemeinschaft
- 2007–2008: Erste Vorsitzende (Präsidentin) der Deutschen Bunsen-Gesellschaft für Physikalische Chemie
- 2012–2016: Präsidentin des Combustion Institute (Mitglied des Direktoriums seit 2002)
- 2002–2012: Mitglied im Kuratorium der Volkswagen-Stiftung